# Beracha
Beracha (hebr. ברכה) – wieś położona w samorządzie regionu Szomeron, w Dystrykcie Judei i Samarii, w Izraelu.
Leży w centralnej górzystej części Samarii, w pobliżu miasta Nablus w otoczeniu terytoriów Autonomii Palestyńskiej.

## Historia
Osada została założona w 1983 przez grupę religijnych żydowskich osadników.